# Рокфелер
Рокфелер (на английски: Rockefeller) е известна американска бизнес фамилия. Представители на фамилията са петролни магнати и собственици на Standard Oil – монополна компания на американския пазар от края на 19 и началото на 20 век.
Семейството произхожда от щата Охайо и има британско-германски корени, като Джон Рокфелер (1839 – 1937) и брат му Уилям Рокфелер (1841 – 1922) поддържат тесни финансови контакти и връзки с Chase Manhattan Bank, днес JPMorgan Chase. През 1913 година представители на семейството основават Рокфелеровата фондация.
Рокфелер са фамилия, тясно свързана и с политиката на САЩ. Спомоществуватели са на Републиканската партия. Видни членове на рода са политици от Републиканската партия, излъчили са и свой представител за сенатор от Демократическата партия – Джей Рокфелер.